# Alfonso Feijoo y Cazañas
Alfonso Feijoó y Cazañas fue un escritor y médico militar español de finales del siglo XIX y comienzos del XX.

## Biografía
Fue autor de Magdalena ó La Regeneración de un nihilista, novela históricofilosófica (Guadalajara, 1906). Esta obra está protagonizada por Rodolfo y su amada Magdalena, quien aleja al primero de su pensamiento nihilista. A la novela, teñida de ideología conservadora, Rafael Núñez Florencio la considera una obra «risible». Médico mayor de Sanidad Militar, en 1917 le fue concedido el retiro. Fue director del hospital de Arcila.